# Wild River
Wild River (bra: Rio Violento; prt: Quando o Rio Se Enfurece) é um filme estadunidense de 1960, do gênero drama, dirigido por Elia Kazan, com locações no Tennessee Valley.
Em 2002, o filme foi selecionado para preservação no Registro Nacional de Filmes da Biblioteca do Congresso dos Estados Unidos por seu "significado cultural histórico ou estético".

## Sinopse
Em 1933, tentando evitar mais vítimas das cheias do rio Tennessee, o Congresso dos Estados Unidos cria um órgão chamado Tennessee Valley Authority, ou TVA, com o objetivo de construir barragens, mas para isso precisa comprar as terras ao longo do rio, gerando conflito com os moradores do local. Para resolver a situação, o administrador Chuck Glover passa a supervisionar a construção da represa, tendo problemas com a população racista, que não aceita trabalhadores negros. Ao mesmo tempo se envolve com Carol Garth Baldwin, a neta viúva de Ella, a dona de uma propriedade perto do rio.

## Elenco
- Montgomery Clift .... Chuck Glover
- Lee Remick .... Carol Garth Baldwin
- Jo Van Fleet .... Ella Garth
- Albert Salmi .... Hank Bailey
- Jay C. Flippen .... Hamilton Garth
- James Westerfield .... Cal Garth
- Barbara Loden .... Betty Jackson
- Frank Overton .... Walter Clark
- Malcolm Atterbury .... Sy Moore